# Pékin Express : Duos de choc (2022)
Cet article concerne la saison diffusée en 2022. Pour la saison du même nom diffusée en 2010, voir Pékin Express : Duos de choc (2010).
Vous pouvez aider à l'améliorer ou bien discuter des problèmes sur sa page de discussion.
- Il peut contenir un travail inédit ou des déclarations non vérifiées. Vous pouvez l’améliorer en ajoutant des références. (Marqué depuis juillet 2022)

Vous pouvez aider à l'améliorer ou bien discuter des problèmes sur sa page de discussion.
- Il n’est pas rédigé dans un style encyclopédique. (Marqué depuis juillet 2022)

Pékin Express : Duos de choc est la 16e édition (toutes saisons confondues) de Pékin Express, émission de télévision franco-belgo-luxembourgeoise de téléréalité, diffusée chaque semaine sur M6, à partir du 6 juillet 2022, et la 5e édition spéciale. Elle est présentée par Stéphane Rotenberg, désigné comme directeur de course.
Au terme de cette seizième édition, ce sont Inès Reg et sa sœur Anaïs qui remportent la victoire, faisant gagner la somme de 21 000 € à l'association Utopia 56 qu'elles représentaient.

## Production et organisation
L'émission est présentée par Stéphane Rotenberg, qui a le rôle de directeur de course, et est produite par Labelaventure.
Cette saison marque le retour de célébrités (comme lors de la saison 6) qui invitent cette fois-ci un de leurs proches à partager l'aventure avec eux. Ces six binômes de célébrités partent à la découverte du Sri Lanka. Les duos de choc jouent au profit d'une association qu'ils ont choisi eux-mêmes de représenter. Le tournage a débuté en février 2022 au Sri Lanka pour une durée de deux semaines.
L'émission est suivie en deuxième partie de soirée par Pékin Express : Itinéraire Bis. Cette année, les protagonistes sont Aurore et Jonathan, candidats phare de la quatorzième saison. Ils avaient dû abandonner la compétition à la suite d'un accident de la route en Turquie.

## Principe
Comme pour chaque saison de Pékin Express, chaque équipe gère un budget équivalent à un euro par jour et par personne. Cette année, les équipes reçoivent :
- Sri Lanka → 180 LKR

Cet argent est alloué à l'achat de nourriture et doit être utilisé uniquement pendant les heures de course. Pour leur progression, les équipes doivent pratiquer l'auto-stop, et se faire offrir le gîte et le couvert la nuit tombée. Chaque équipe se voit attribuer une balise leur permettant d'être notifiés du début et de la fin de la course. Cette balise doit être remise au directeur de course, action marquant alors la fin de l'aventure.
Comme lors de la première duos de choc, les équipes reçoivent à chaque nouveau départ d'étape, 1 000 € pour leurs associations[réf. nécessaire].

### Règles habituelles
Pour cette saison, les règles habituelles sont présentes, à savoir : l'épreuve d'immunité, qui permet à une équipe d'être immunisée le reste de l'étape ; le drapeau rouge, qui permet au binôme l'ayant en sa possession de stopper des concurrents dans leur course pendant 15 min ; le drapeau noir, qui classe directement le binôme l'ayant en sa possession en dernière position ; le panneau voiture interdite, qui oblige les candidats à prendre un moyen de locomotion particulier ; le duel final qui permet au binôme arrivé en dernière position de sauver sa place dans la compétition lors d'un ultime duel face à l'équipe de son choix, exceptés les vainqueurs de l'étape et les immunisés ; le quizz express qui oblige les candidats à répondre correctement à des questions de culture générale sous peine de devoir abandonner leur véhicule; le handicap remis à l'équipe arrivée dernière lors d'une étape non-éliminatoire; l'enveloppe noire qui permet de savoir si l'étape est éliminatoire ou non.

## Le parcours
| Étapes | Pays      | Parcours                                                  | Duel Final   | Kilomètres |
| ------ | --------- | --------------------------------------------------------- | ------------ | ---------- |
| 1      | Sri Lanka | Negombo - Anurâdhapura - Trinquemalay                     | Trinquemalay | 231 km     |
| 2      | Sri Lanka | Trinquemalay - Sigirîya - Kandy                           | Kandy        | 229 km     |
| 3      | Sri Lanka | Embekka Devalaya - Nuwara Eliya - Ranmihitenna            | -            | 214 km     |
| 4      | Sri Lanka | Kirinda - Uda Walawe - Kitulgala                          | Kitulgala    | 219 km     |
| 5      | Sri Lanka | Kitulgala - Kuruwita - Holeepitaya - Millakade - Panadura | -            | 170 km     |
| 6      | Sri Lanka | Dehiwala-Mount Lavinia - Colombo                          | -            | 93 km      |

## Les paysages

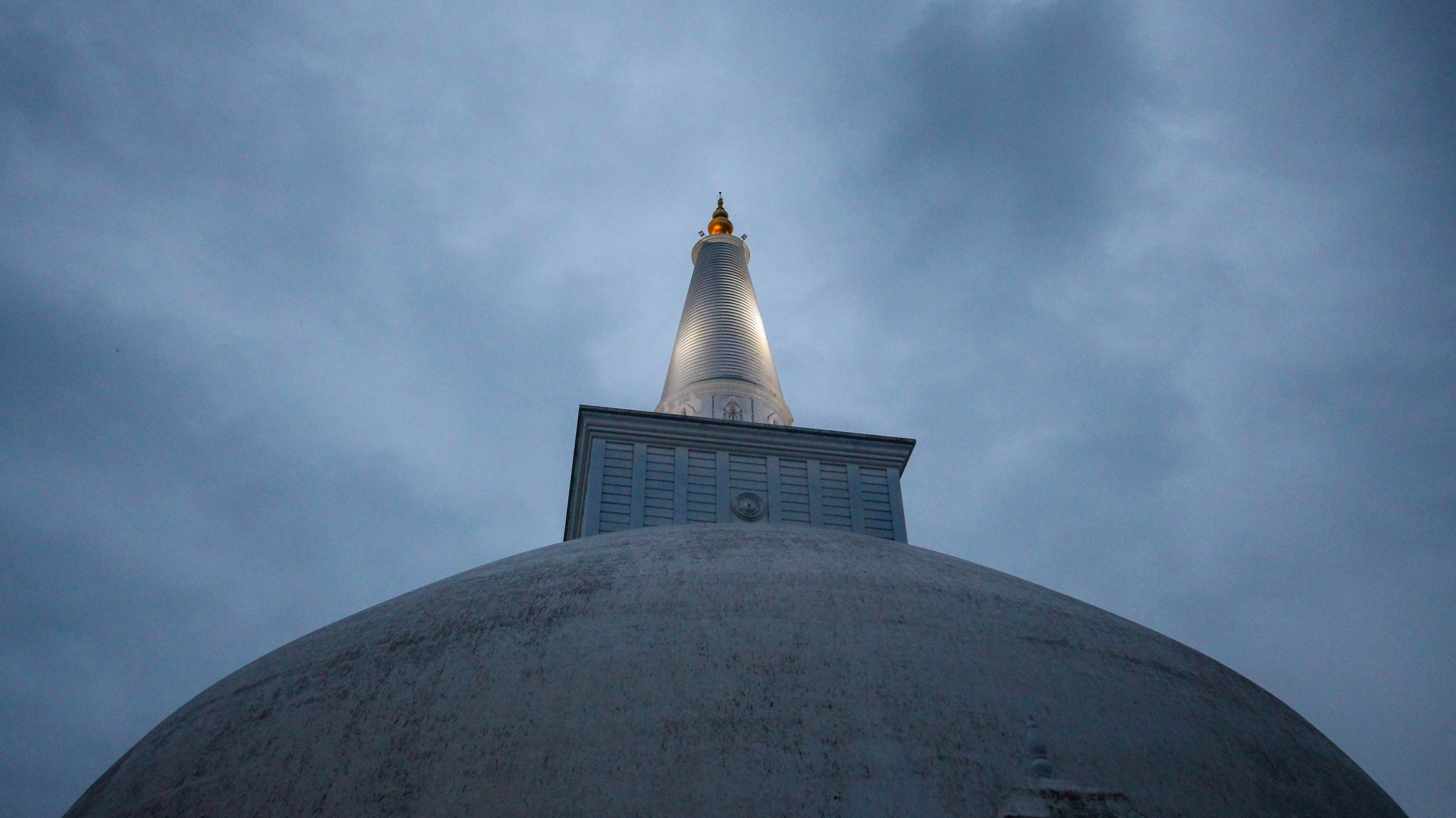
Anuradhapura - Étape 1
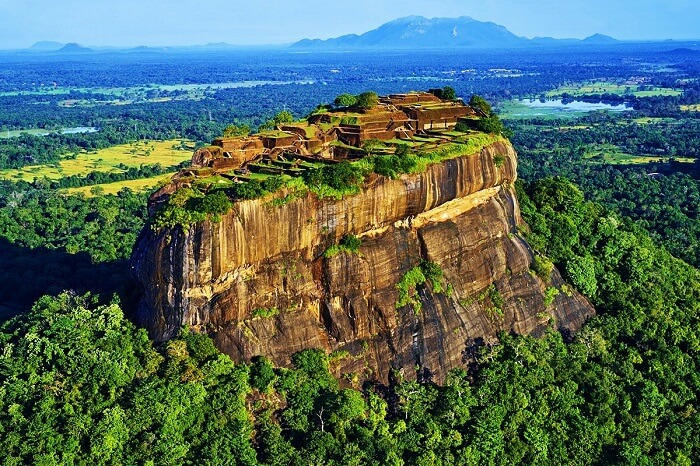
Le mont Sigirîya - Étape 2
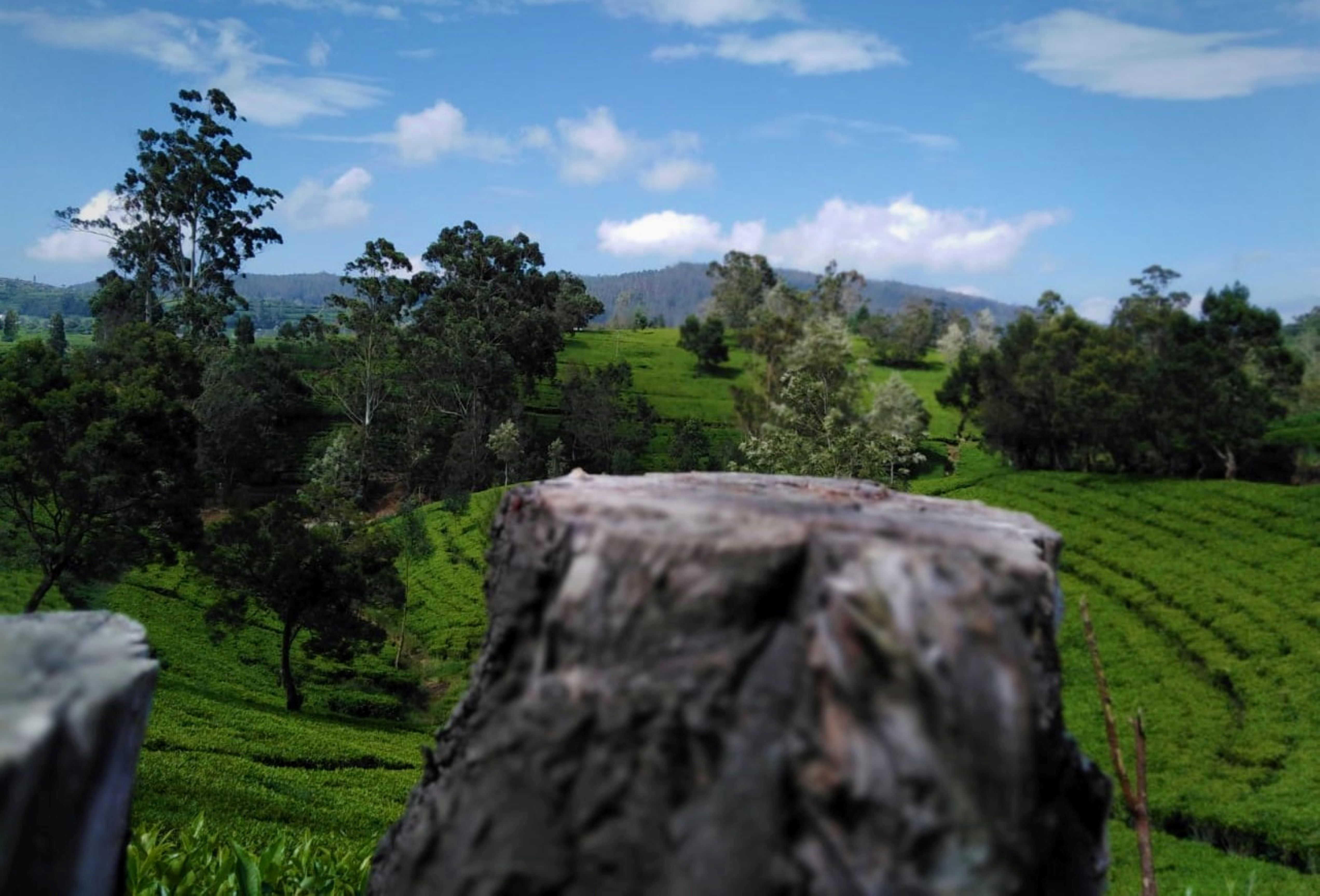
Le Pedro Tea Estate - Étape 3
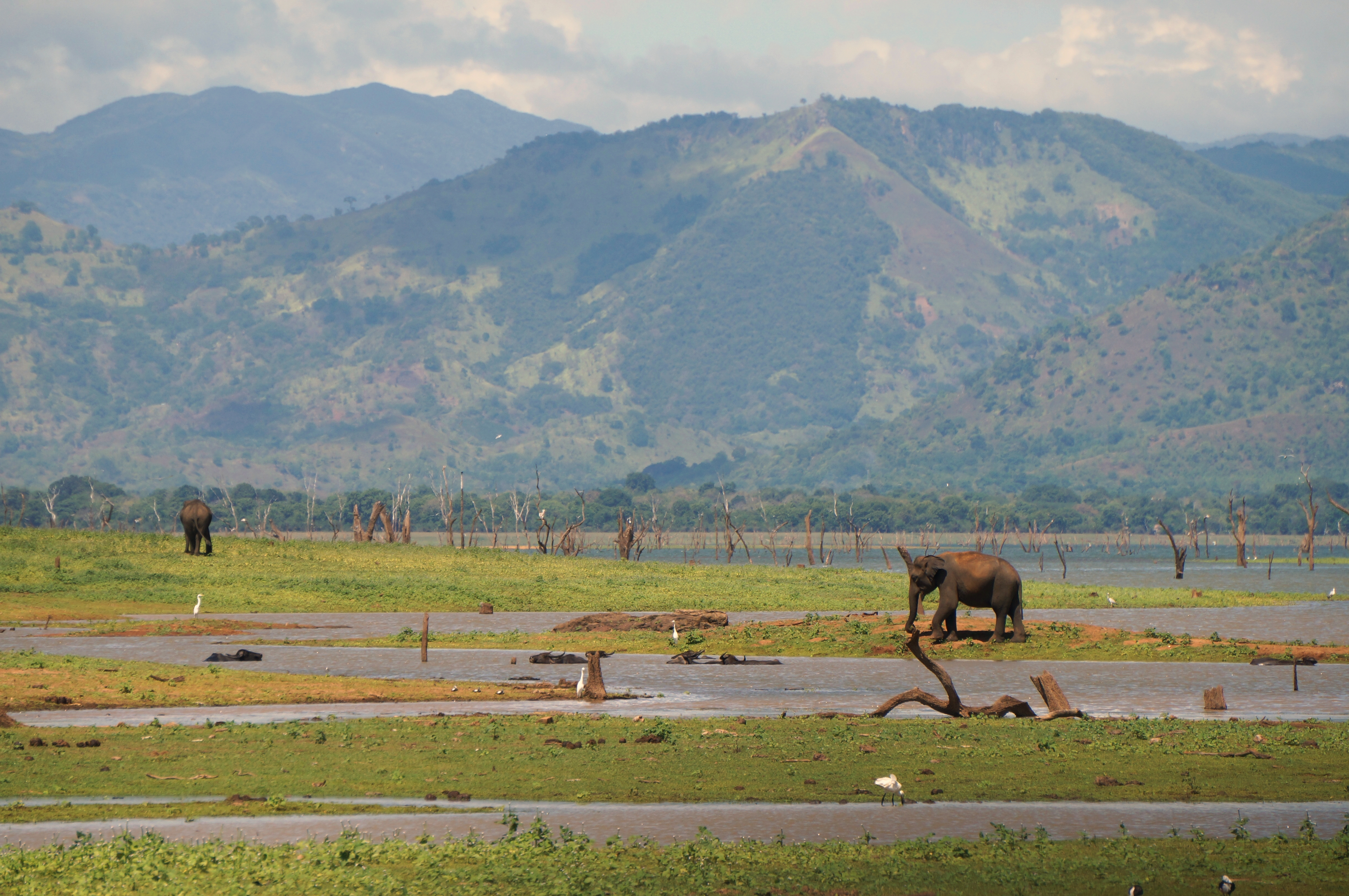
Le Parc national d'Uda Walawe - Étape 4
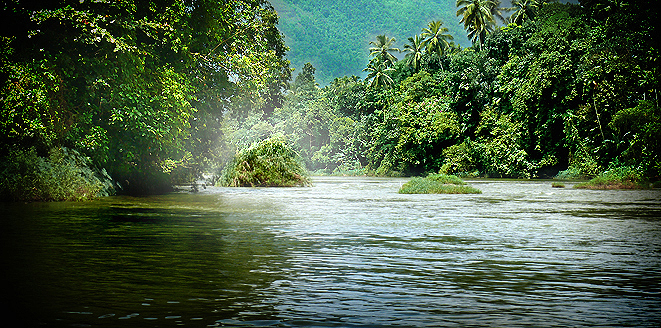
La rivière Kelani - Étape 5
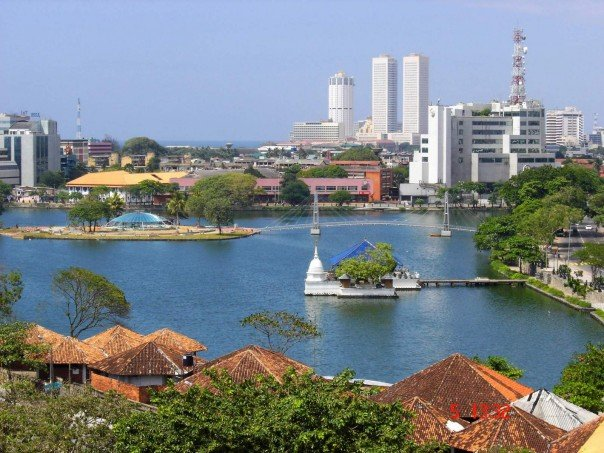
Colombo - Étape 6

## Les candidats et les résultats
| Drapeau du Sri Lanka | |            |            |                    |                              |                              |                              |                              |                              |                              |                              |                         |                         |                         |
| 1re                  | Inès Reg et Anaïs La nouvelle étoile du stand-up et sa soeur Jouent pour l'association Utopia 56 Remportent 21.000€ pour leur association                           | 6e         | 2e         | 3e                 | 1re                          | 2e                           | 2e                           | 2e                           | 1re                          | 1re                          | 1re                          |                         |                         |                         |
| 1re                  | Inès Reg et Anaïs La nouvelle étoile du stand-up et sa soeur Jouent pour l'association Utopia 56 Remportent 21.000€ pour leur association                           | sans cadre |            |                    | sans cadre                   | sans cadre                   | NE                           | -                            | +30sec                       | +30sec                       | sans cadre                   |                         |                         |                         |
| 2e                   | Rachel Legrain-Trapani et Valentin La miss et son compagnon Jouent pour l'association Accolade Remportent 12.000€ pour leur association                             | 1er        | 1er        | 2e                 | 2e                           | 1er                          | 1er                          | 1er                          | 2e                           | 2e                           | 2e                           |                         |                         |                         |
| 2e                   | Rachel Legrain-Trapani et Valentin La miss et son compagnon Jouent pour l'association Accolade Remportent 12.000€ pour leur association                             | sans cadre | sans cadre |                    |                              | -                            | -                            | sans cadre                   | -                            | -                            | -                            |                         |                         |                         |
| 3e                   | Valérie Trierweiler et Karine L'ex-première dame de France et sa meilleure amie Jouent pour l'association Secours Populaire Remportent 9.000€ pour leur association | 3e         | 3e         | 1re                | 4e                           | 3e                           | 3e                           | 3e                           | Éliminées (demi-finale)      | Éliminées (demi-finale)      | Éliminées (demi-finale)      | Éliminées (demi-finale) | Éliminées (demi-finale) | Éliminées (demi-finale) |
| 3e                   | Valérie Trierweiler et Karine L'ex-première dame de France et sa meilleure amie Jouent pour l'association Secours Populaire Remportent 9.000€ pour leur association |            |            | sans cadre         | sans cadre                   | E                            | sans cadre                   | NE                           | Éliminées (demi-finale)      | Éliminées (demi-finale)      | Éliminées (demi-finale)      | Éliminées (demi-finale) | Éliminées (demi-finale) | Éliminées (demi-finale) |
| 4e                   | Xavier Domergue et Yoann Riou Les inconnus Jouent pour les associations Wonder Augustine et SNSM Remportent 4.000€ pour leurs associations                          | 5e         | 4e         | 5e                 | 3e                           | Éliminés (étape 4)           | Éliminés (étape 4)           | Éliminés (étape 4)           | Éliminés (étape 4)           | Éliminés (étape 4)           | Éliminés (étape 4)           |                         |                         |                         |
| 4e                   | Xavier Domergue et Yoann Riou Les inconnus Jouent pour les associations Wonder Augustine et SNSM Remportent 4.000€ pour leurs associations                          | NE         |            |                    | E                            | Éliminés (étape 4)           | Éliminés (étape 4)           | Éliminés (étape 4)           | Éliminés (étape 4)           | Éliminés (étape 4)           | Éliminés (étape 4)           |                         |                         |                         |
| 5e                   | Just Riadh et Abdallah L'influenceur et son meilleur copain Jouent pour l'association Les déterminés Remportent 3.000€ pour leur association                        | 4e         | 6e         | 4e                 | Abandon volontaire (étape 3) | Abandon volontaire (étape 3) | Abandon volontaire (étape 3) | Abandon volontaire (étape 3) | Abandon volontaire (étape 3) | Abandon volontaire (étape 3) | Abandon volontaire (étape 3) |                         |                         |                         |
| 5e                   | Just Riadh et Abdallah L'influenceur et son meilleur copain Jouent pour l'association Les déterminés Remportent 3.000€ pour leur association                        |            | sans cadre | Abandon            | Abandon volontaire (étape 3) | Abandon volontaire (étape 3) | Abandon volontaire (étape 3) | Abandon volontaire (étape 3) | Abandon volontaire (étape 3) | Abandon volontaire (étape 3) | Abandon volontaire (étape 3) |                         |                         |                         |
| 6e                   | Théo Curin et Anne Le champion de natation et son agent Jouent pour l'association Autour des Williams Remportent 2.000€ pour leur association                       | 2e         | 5e         | Éliminés (étape 2) | Éliminés (étape 2)           | Éliminés (étape 2)           | Éliminés (étape 2)           | Éliminés (étape 2)           | Éliminés (étape 2)           | Éliminés (étape 2)           | Éliminés (étape 2)           |                         |                         |                         |
| 6e                   | Théo Curin et Anne Le champion de natation et son agent Jouent pour l'association Autour des Williams Remportent 2.000€ pour leur association                       | E          |            | Éliminés (étape 2) | Éliminés (étape 2)           | Éliminés (étape 2)           | Éliminés (étape 2)           | Éliminés (étape 2)           | Éliminés (étape 2)           | Éliminés (étape 2)           | Éliminés (étape 2)           |                         |                         |                         |

| Étape                | Étape | Étape       | Binômes participants                                   | Gagnants        |
| -------------------- | ----- | ----------- | ------------------------------------------------------ | --------------- |
| Drapeau du Sri Lanka | 1     | Immunité    | Théo et Anne – Valérie et Karine – Inès et Anaïs       | Théo et Anne    |
| Drapeau du Sri Lanka | 2     | Immunité    | Riadh et Abdallah – Inès et Anaïs – Rachel et Valentin | Inès et Anaïs   |
| Drapeau du Sri Lanka | 3     | Immunité    | Valérie et Karine – Inès et Anaïs – Xavier et Yoann    | Xavier et Yoann |
| Drapeau du Sri Lanka | 4     | Avantage    | Rachel et Valentin - Valérie et Karine - Inès et Anaïs | Annulé          |
| Drapeau du Sri Lanka | 5     | Demi-finale | Demi-finale                                            | Demi-finale     |
| Drapeau du Sri Lanka | 6     | Finale      | Finale                                                 | Finale          |

Légende
- Un résultat en vert indique que l'équipe est immunisée.
- Un résultat en rouge indique que l'équipe est arrivée dernière.
- Ce logo  indique que l'équipe a fini la course avec le drapeau noir.
- Ce logo  indique que l'équipe a eu le drapeau rouge.
- Ce logo  indique que l'équipe a remporté une amulette de 3.000€.
- Ce logo  indique que l'équipe a remporté une extra-amulette 12.000€.
- Ce logo  indique que l'équipe a participé au duel final.
- Les sigles E et NE indiquent le résultat de l'étape (Éliminatoire ou Non-Éliminatoire).
- L'inscription Abandon indique que l'équipe a décidé d'abandonner la compétition par choix ou raison médicale.

## Itinéraire bis

### Principe
Juste après chaque épisode, une suite est diffusée. Dans celle-ci, Aurore et Jonathan, candidats forcés à l'abandon lors de la saison 14, prennent un itinéraire bis à celui des candidats.

### Bilan par étape
1. ↑  Aurore et Jonathan ont pris un tuk-tuk entre Sigirîya et Dambulla pour un prix de 4 €.
2. ↑  Aurore et Jonathan se sont offert une séance de massage pour un prix de 40 €.
3. ↑  Après la mission Aurore et Jonathan sont allés au restaurant pour 30 €.
4. ↑  Avant la mission Aurore et Jonathan ont acheté des chapeaux d'aventuriers pour 5 €.
5. ↑  Après la mission Aurore et Jonathan ont acheté des confiseries pour 5 €.
6. ↑  Avant la mission Aurore et Jonathan ont acheté une tenue traditionnelle pour 5 €.

## Audiences et diffusion
En France, l'émission est diffusée sur M6, les mercredis, depuis le 6 juillet 2022. Un épisode dure environ 2 h 25 (publicités incluses), soit une diffusion de 21 h 10 à 23 h 35.
| Épisode            | Jour et horaire de diffusion    | Nombre de téléspectateurs | Part de marché  | Part de marché | Classement des audiences | Réf.   |
| Épisode            | Jour et horaire de diffusion    | Nombre de téléspectateurs | (4 ans et plus) | (FRDA-50)      | Classement des audiences | Réf.   |
| ------------------ | ------------------------------- | ------------------------- | --------------- | -------------- | ------------------------ | ------ |
| 1                  | 6 juillet 2022 (21:10 - 23:35)  | 1 895 000                 | 11,6 %          | 24,7 %         | 3e                       | [ 12 ] |
| 2                  | 13 juillet 2022 (21:10 - 23:35) | 1 419 000                 | 10,4 %          | 24,7 %         | 4e                       | [ 13 ] |
| 3                  | 20 juillet 2022 (21:10 - 23:25) | 1 639 000                 | 10,2 %          | 21 %           | 4e                       | [ 14 ] |
| 4                  | 27 juillet 2022 (21:10 - 23:35) | 1 256 000                 | 7,3 %           | 15,2 %         | 4e                       | [ 15 ] |
| 5                  | 3 août 2022 (21:10 - 23:25)     | 1 620 000                 | 11,5 %          | 26,9 %         | 3e                       | [ 16 ] |
| 6 (finale)         | 10 août 2022 (21:10 - 23:35)    | 1 770 000                 | 12,5 %          | 29 %           | 2e                       | [ 17 ] |
|                    |                                 |                           |                 |                |                          |        |
| Bilan de la saison | Bilan de la saison              | 1 600 000                 | 10,6 %          | 23,6 %         | –                        | [ 18 ] |

Légende :
- plus hauts scores d'audiences
- plus bas scores d'audiences